# Ochrostigma bifasciata
Ochrostigma bifasciata är en fjärilsart som beskrevs av De Villers 1789. Ochrostigma bifasciata ingår i släktet Ochrostigma och familjen tandspinnare. Inga underarter finns listade i Catalogue of Life.